# Szlak „Przez Las Arkoński i Wzgórza Warszewskie”

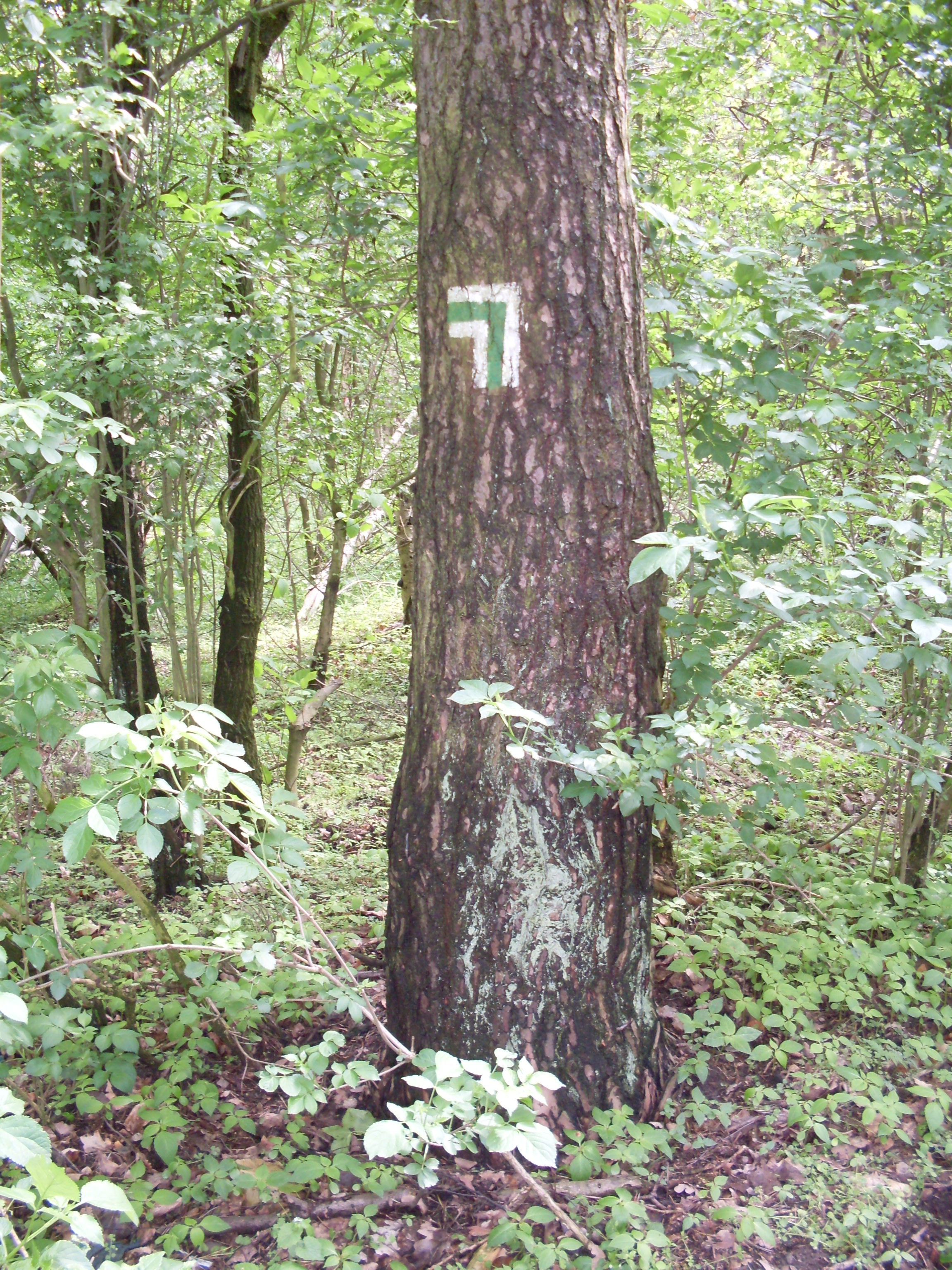
Zielony szlak „Przez Las Arkoński i Wzgórza Warszewskie” w rejonie dawnej, nieistniejącej obecnie, wsi Goślice (gmina Police)

Szlak „Przez Las Arkoński i Wzgórza Warszewskie” –  zielony pieszy szlak turystyczny w Szczecinie i gminie Police. Szlak prowadzi przez Wzgórza Warszewskie i Las Arkoński: osiedla Szczecina Niemierzyn i Osów, południową część Puszczy Wkrzańskiej i wieś Przęsocin do Szczecina – Skolwina.